# Tereticus pectinicornis
Tereticus pectinicornis là một loài bọ cánh cứng trong họ Cerambycidae.